# Vass Morrison
Vaccinuf C.N. „Vass” Morrison (ur. 19 maja 1952) – brytyjski judoka. Olimpijczyk z Montrealu 1976, gdzie zajął piąte miejsce w wadze półśredniej.
Uczestnik mistrzostw świata w 1973. Brązowy medalista mistrzostw Europy w 1973. Drugi w drużynie w 1974 i trzeci w 1973 roku. 

## Letnie Igrzyska Olimpijskie 1976
| Konkurencja | Eliminacje              | Eliminacje              | Eliminacje            | Repasaże                      | Finały               | Klas. końcowa |
| Konkurencja | Przeciwnik I            | Przeciwnik II           | 1/4                   | Przeciwnik I                  | o 3 miejsce          | Miejsce       |
| ----------- | ----------------------- | ----------------------- | --------------------- | ----------------------------- | -------------------- | ------------- |
| 70 kg       | Fahad Al-Farhan (KUW) Z | Georgi Georgiew (BGR) Z | Kōji Kuramoto (JPN) P | Juan Carlos Rodríguez (ESP) Z | Patrick Vial (FRA) P | 5.            |